# Пасеченко, Андрей Сергеевич
Андрей Сергеевич Пасеченко (род. 9 августа 1987, Маловодное, Алма-Атинская область) — казахстанский футболист, вратарь клуба «Каспий».

## Карьера
После 9 класса был направлен в школу-интернат ЦСКА в Алматы. Играл в молодёжном составе каскеленского ФК «Сункар-Карасай».
С приходом в 2009 году в алматинский «Кайрат» тренера Сергея Волгина перешёл в тот же клуб. И «Кайрат» занял первое место в первой лиге, вернувшись в Премьер-лигу. Но в сезоне 2010 занял только 10 место.
В 2011 году Пасеченко снова стал играть в каскеленском «Сункаре». Вместе с командой выиграл турнир первой лиги. Был признан лучшим вратарём первой лиги казахстанского футбольного чемпионата. Но в сезоне 2012 года «Сункар» снова вылетел в первую лигу.
С 2013 по 2016 годы защищал цвета талдыкорганского «Жетысу». Был капитаном команды.
В сезонах 2017 и 2018 годов стоял в воротах «Атырау», с которым дважды подряд выходил в финал Кубка Казахстана.
В декабре 2018 года подписал двухлетний контракт с костанайским «Тоболом».
27 июня 2019 ввиду отсутствия игровой практики перешёл в аренду до конца сезона в павлодарский «Иртыш».

## Достижения
«Кайрат»
- Победитель первой лиги Казахстана: 2009

«Сункар»
- Победитель первой лиги Казахстана: 2011

«Атырау»
- Финалист Кубка Казахстана (2): 2017, 2018